# Station Łapy Osse
Station Łapy Osse is een spoorwegstation in de Poolse plaats Łapy.